# Бахматовецька сільська рада
Бахматове́цька сільська́ ра́да — адміністративно-територіальна одиниця та орган місцевого самоврядування у Хмельницькому районі Хмельницької області. Адміністративний центр — село Бахматівці.

## Загальні відомості
Бахматовецька сільська рада утворена в 1994 році.
- Територія ради: 32,87 км²
- Населення ради: 575 осіб (станом на 2001 рік)
- Територією ради протікає річка Дзвінюха

## Населені пункти
Сільській раді були підпорядковані населені пункти:
- с. Бахматівці

## Склад ради
Рада складалася з 12 депутатів та голови.
- Голова ради: Лопатовська Галина Федорівна
- Секретар ради: Матвійчук Марина Іванівна

### Керівний склад попередніх скликань
| Прізвище, ім'я, по батькові  | Основні відомості                                                 | Дата обрання | Дата звільнення |
| ---------------------------- | ----------------------------------------------------------------- | ------------ | --------------- |
| Гундерчук Валерій Денисович  | Сільський голова, 1948 року народження, безпартійний              | 26.03.2006   | 31.10.2010      |
| Лопатовська Галина Федорівна | Сільський голова, 1962 року народження, освіта вища, позапартійна | 31.10.2010   |                 |

Примітка: таблиця складена за даними сайту Верховної Ради України

### Депутати
За результатами місцевих виборів 2010 року депутатами ради стали:

#### За суб'єктами висування
| Суб'єкт висування | Кількість обраних депутатів | %  |
| ----------------- | --------------------------- | -- |
| Самовисування     | 9                           | 75 |
| Народна партія    | 3                           | 25 |

#### За округами
| № округу       | Прізвище, ім'я, по батькові        | Дата визнання обраним | Освіта             | Партійна приналежність | Відомості про обраного депутата                         |
| -------------- | ---------------------------------- | --------------------- | ------------------ | ---------------------- | ------------------------------------------------------- |
| Народна Партія |                                    |                       |                    |                        |                                                         |
| 3              | Гундерчук Валерій Денисович        | 12.11.2010            | вища               | позапартійний          | тимчасово не працює                                     |
| 4              | Баранов Віталій Вікторович         | 12.11.2010            | вища               | позапартійний          | тимчасово не працює                                     |
| 12             | Лопатовський Микола Володимирович  | 12.11.2010            | середня спеціальна | позапартійний          | Червонозірське лісництво, майстер                       |
| Самовисування  |                                    |                       |                    |                        |                                                         |
| 1              | Малієнко Галина Олександрівна      | 12.11.2010            | середня спеціальна | позапартійна           | Бахматовецька сільська бібліотека, бібліотекар          |
| 2              | Сігур Ганна Прокопівна             | 12.11.2010            | середня спеціальна | позапартійна           | тимчасово не працює                                     |
| 5              | Островська Антоніна Григорівна     | 12.11.2010            | вища               | позапартійна           | Бахматовецька загальноосвітня школа, вчитель            |
| 6              | Матвійчук Марина Іванівна          | 12.11.2010            | вища               | позапартійна           | Бахматовецька сільська рада, секретар                   |
| 7              | Сергеєчева Олена Іванівна          | 12.11.2010            | середня            | позапартійна           | Хмельницька обласна лікарня, молодша медична сестра     |
| 8              | Ланець Василь Іванович             | 12.11.2010            | середня            | позапартійний          | Бахматовецький будинок-інтернат, водій                  |
| 9              | Шевчук Раїса Вікторівна            | 12.11.2010            | середня спеціальна | позапартійна           | Бахматовецький будинок-інтернат, молодша медична сестра |
| 10             | Лопатовський Григорій Анатолійович | 12.11.2010            | середня            | позапартійний          | ДПДГ «Зоря», заступник директора                        |
| 11             | Микитюк Михайло Павлович           | 12.11.2010            | середня спеціальна | позапартійний          | Бахматовецький сільський клуб, завідувач                |